# Jeff Bergman
Jeff Bergman (ur. 10 lipca 1960 w Filadelfii) – amerykański aktor dubbingowy pochodzenia żydowskiego. Stał się rozpoznawalny dzięki dubbingowi postaci ze Zwariowanych melodii.

## Dubbingi[3]

### Filmy
- Gremliny 2 jako królik Bugs, kaczor Daffy i prosiak Porky; Jetsonowie: Na orbitującej asteroidzie jako George Jetson, Cosmo Spacely i trener koszykówki (1990)
- Tom i Jerry i Sherlock Holmes jako Butch i Droopy (2010)
- Foodfight! jako Charlie the Tuna (2012)
- Flintstonowie: Wielkie Łubu-dubu jako Fred Flintstone; Looney Tunes: Kto dogoni Królika jako królik Bugs, kaczor Daffy, kurak Leghorn i skunks Pepé Le Swąd (2015)
- Batman: Powrót zamaskowanych krzyżowców jako Joker i spiker (2016)
- Batman kontra Dwie Twarze jako Joker i spiker; The Jetsons & WWE: Robo-WrestleMania! jako George Jetson i Cosmo Spacely; Tom and Jerry: Willy Wonka and the Chocolate Factory jako amerykański reporter, Droopy i Umpa-Lumpasi (2017)
- Kosmiczny mecz: Nowa era jako królik Bugs, Fred Flintstone Yosemite Sam, kot Sylwester i miś Yogi; Straight Outta Nowhere: Scooby Doo Meets Courage the Cowardly Dog jako Eustace Bagge i burmistrz (2021)

### Gry
- Flintstones Jetsons: Timewarp jako Dino, Fred Flintstone, jaskiniowiec, George Jetson, Muscle Trainer 3000, oficer, pracownik biura, Rosie, Barney Rubble, R.U.D.I., Cosmo Spacely, sprzedawca pierścionków, statek międzygwiezdny i turysta zwiedzający jaskinię (1994)
- The Expendables 2 jako Barney Ross (2012)
- Planes: The Video Game jako Bulldog (2013)
- Looney Tunes Dash jako królik Bugs, Beaky Buzzard, kaczor Daffy, Elmer Fudd, kurak Leghorn, Yosemite Sam, kot Sylwesyter, diabeł tasmański Taz i kanarek Tweety; Scooby Doo & Looney Tunes Cartoon Universe: Adventure jako królik Bugs, kaczor Daffy, kurak Leghorn i kot Sylwester (2014)
- Ice Age: Arctic Blast jako Manny (2016)
- LEGO Iniemamocni jako Pan Iniemamocny; The Flintstones - Welcome to Bedrock jako Fred Flintstone i Barney Rubble; Yogi Bear Slot Machine jako Ranger Smith i miś Yogi (2018)
- Call of Duty: Black Ops Cold War jako Ronald Reagan (2020)
- Harry Potter: Magic Awakened jako Albus Dumbledore (2023)
- Looney Tunes: Wacky World of Sports jako kurak Loghrn, wilk Ralf, owczarek Sam i kot Sylwester (2024)

### Programy telewizyjne
- The New Show jako Fred Flintstone, George Jetson i Barney Rubble (1984)
- Happy Birthday Bugs: 50 Looney Years jako kaczor Daffy i Elmer Fudd; Przygody Animków jako królik Bugs, kaczor Daffy, Dr. I.Q. Hi, Elmer Fudd, Yosemite Sam, kot Sylwesyter, diabeł tasmański Taz i kanarek Tweety; Tajemnica zaginionej skarbonki jako królik Bugs i kaczor Daffy; The Earth Day Special jako królik Bugs, prosiak Porky i kanarek Tweety (1990)
- Bugs Bunny's Lunar Tunes jako królik Bugs; Bugs Bunny's Overtures to Disaster jako królik Bugs, kaczor Daffy, Elmer Fudd, prosiak Porky, Yosemite Sam i kot Sylwesyter; Pełzaki jako duch, goblin i potwory (1991)
- Bugs Bunny's Creature Features jako królik Bugs (1992)
- Doug Zabawny jako nauczyciel muzyki i trener Spitz (1996)
- Johnny Bravo jako Fred Flintstone (1997)
- Głowa rodziny jako Fred Flintstone, John Goodman, Barney Rubble, Homer Simpson, kot Sylwester, Victor, Max Weinstein (1999)
- Brak Presents The Brak Show Starring Brak jako ciasteczko, informator i papierowa lalka; Harvey Birdman: Attorney at Law jako Bakov, George Jetson i klaun (2000)
- The Flintstones: On the Rocks jako Fred Flintstone i Vendor (2001)
- The 1st 13th Annual Fancy Anvil Awards Show Program Special jako Elmer Fudd, Fred Flintstone, kurak Leghorn i prosiak Porky (2002)
- Seth MacFarlane's Cavalcade of Cartoon Comedy jako Fred Flintstone, gospodarz i Barney Rubble (2008)
- The Cleveland Show jako Alda-nator i Garrison Keillor (2009)
- The Looney Tunes Show jako królik Bugs, kaczor Daffy, Jor-El kurak Leghorn, skunks Pepé Le Swąd, kot Sylwester i kanarek Tweety (2011)
- Rick i Morty jako agent ubezpieczeniowy i David Letterman w alternatywnym wymiarze (2013)
- Mike Tyson Mysteries jako George W. Bush, Andrew Card, fantazmat, Ron Hubbard, Elton John, Elon Musk, Stavros Petrakis, Robert Redford, Mr. Russo i profesor Styles (2014)
- Między nami, misiami jako narrator; The Late Show with Stephen Colbert jako Joe Biden i Donald Trump (2015)
- Our Cartoon President jako Joe Biden, John Fitzgerald Kennedy i Joe Biden (2018)
- Płazowyż jako Jonah (2019)
- Animaniacy jako kot Sylwester; Park Jurajski: Obóz Kredowy jako Mr. D.N.A. (2020)
- A gdyby…? jako Odyn; Jellystone! jako Lew Lippy, Miś Yogi, Pan Jinks, Strażnik Smith i Wally Gator; Looney Tunes Cartoons Back to School Special jako kurak Leghorn; Yabba Dabba Dinozaury! jako Fred Flintstone i Mr. Slate (2021)
- Królik Bugs: Nowe konstrukcje jako kot Sylwester i kurak Leghorn (2022)
- Bzikowersytet Animków jako kot Sylwester, królik Bugs i kurak Leghorn (2023)